# Агинци
Агинци су насељено мјесто у општини Козарска Дубица, Република Српска, БиХ. Према попису становништва из 1991. у насељу је живјело 407 становника.

## Становништво
| Демографија | Демографија | Демографија |
| Година      | Становника  | Становника  |
| ----------- | ----------- | ----------- |
| 1948.       | 313         |             |
| 1953.       | 329         |             |
| 1961.       | 395         |             |
| 1971.       | 383         |             |
| 1981.       | 382         |             |
| 1991.       | 407         |             |